# Afroleptomydas similimus
Afroleptomydas similimus är en tvåvingeart som beskrevs av Hesse 1969. Afroleptomydas similimus ingår i släktet Afroleptomydas och familjen Mydidae. Inga underarter finns listade i Catalogue of Life.